# Kodaramanahalli, Hassan
Kodaramanahalli là một làng thuộc tehsil Hassan, huyện Hassan, bang Karnataka, Ấn Độ.